# Claes Ulfsparre
Claes Ulfsparre af Broxvik, född 1634, död 30 juli 1683, var en svensk kammarherre.

## Biografi
Claes Ulfsparre af Broxvik föddes 1634. Han var son till militären Åke Ulfsparre af Broxvik och Margareta Kyle. Ulfsparre blev 4 juni 1645 student vid Uppsala universitet och arbetade sedan som kammarherre. Han avled 1683 och hans vapen sattes upp i Västra Hargs kyrka.

### Egendom
Ulfsparre ägde gården Spellinge i Västra Hargs socken.

### Familj
Ulfsparre var gift med friherrinnan Anna Augusta Leijonsköld (1643–1726), dotter av vice presidenten Mårten Leijonsköld och Brita Larsdotter Sneckenfelt. Anna Augusta Leijonsköld var änka efter landshövdingen Erik von der Linde i Åbo och Björneborgs län. Ulfsparre och Leijonsköld fick tillsammans barnen kaptenen Hans Ulfsparre af Broxvik (1672–1708), överstelöjtnanten Erik Ulfsparre af Broxvik (död 1712) vid Upplands regemente, fänriken Sven Ulfsparre af Broxvik vid Stralsundska infanteriregementet och Margareta Ulfsparre af Broxvik som var gift med ryttmästaren Anders Sundien.